# Hanriot HD.1
L'Hanriot HD.1 era un aereo da caccia biplano monoposto prodotto in Francia dalla Société Anonyme des Appareils d'Aviation Hanriot (ma utilizzato prevalentemente in Italia nella versione prodotta dalla Macchi e in Belgio) durante la prima guerra mondiale.

## Storia del progetto
Questo fu il primo aereo realizzato dalla Société Anonyme des Appareils d'Aviation Hanriot, meglio conosciuta come Hanriot. Il primo prototipo decollò nel giugno del 1916.
Il progetto fu realizzato da Emile Dupont, dopo un incontro col comandante della missione italiana per l'aeronautica che gli indico i difetti dei Nieuport allora in servizio e i possibili miglioramenti, che lo dotò di una cellula alare simile a quella del Sopwith 1½ Strutter, sul cui progetto aveva lavorato René Hanriot, responsabile della società francese.

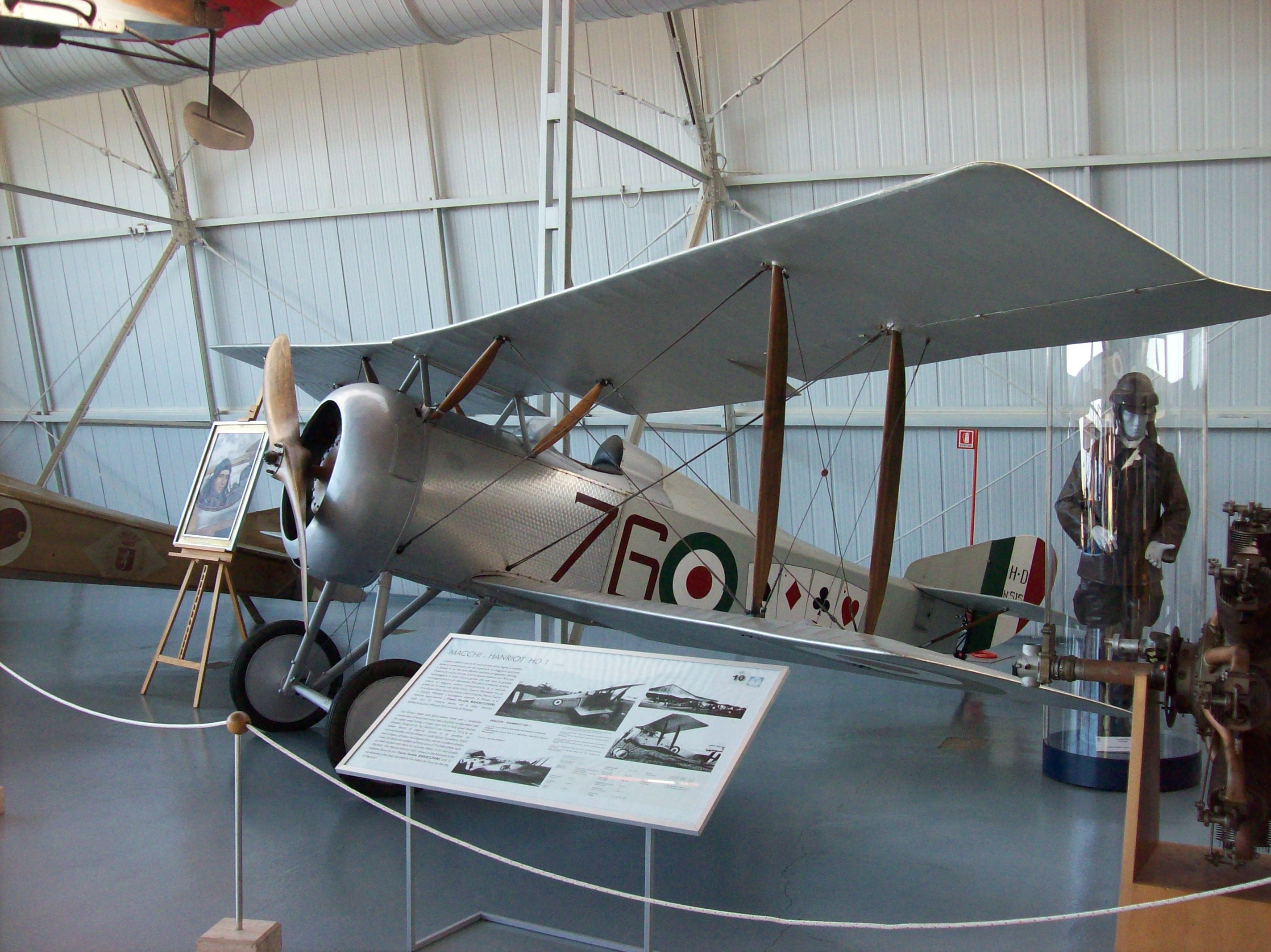
Un Macchi-Hanriot HD.1 dell'aviazione italiana

L'aereo era costituito in gran parte di legno (con l'eccezione dell'impennagio di coda in tubi d'acciaio) ed era rivestito in tela e duralluminio, utilizzato per il tronco anteriore della fusoliera. Il motore, un Le Rhône rotativo con 9 cilindri, non era tra i più evoluti e così l'Aviation Militaire gli preferì gli SPAD S.VII.
La Francia permise la vendita di aerei e licenza di costruzione alla Regia Aeronautica e permise alla Macchi di realizzarli.
La società italiana ne produsse in tutto 901 a partire dal novembre del 1916.
125 HD.1 francesi furono invece venduti all'aviazione militare belga.
Al termine del primo conflitto mondiale 16 aerei italiani furono acquistati dalla Schweizerische Fliegertruppe, designazione in lingua tedesca dell'allora nascente arma aeronautica svizzera, ancora integrata nell'esercito.
Altri furono acquistati invece da paesi dell'America Latina.

### Versioni
Negli ultimi aerei il motore fu sostituito con un Le Rhône rotativo da 9 cilindri ma in grado di erogare una potenza di 130 CV (96,9 KW). Vi furono anche alcuni prototipi dotati di due mitragliatrici ma questo minava notevolmente la maneggevolezza del velivolo.
Fu creata una versione di HD.1 apposita per l'Aviation Maritime. Questo era dotato di un motore Clerget rotativo da 130 CV (96,9 KW) e rimase di stanza a Dunkerque.

## Impiego operativo
In Italia vennero distribuiti dal mese di agosto 1917 alle squadriglie da caccia di prima linea (squadriglie 70ª, 71ª, 72ª, 73ª, 74ª, 75ª, 76ª, 78ª, 79ª, 80ª, 81ª, 82ª, 83ª, 85ª, 91ª e 5ª Sezione Difesa), integrandosi inizialmente con i Nieuport 17, poi con i Nieuport 27 e gli SPAD già in dotazione restando in servizio fino all'armistizio.
La 76ª Squadriglia caccia che tra i suoi piloti vedeva anche Giorgio Michetti (aviatore) il 13 agosto 1917 dispone di 6 esemplari.
Il 10 novembre si spostano all'aeroporto di Istrana con 4 Hanriot ed il 14 Silvio Scaroni abbatte un biposto su Colbertaldo.
Sempre Scaroni abbatte un aereo il 18 novembre, un Albatros D.III il 19 che precipita vicino a Vidor, il 10 dicembre diventa un asso abbattendo insieme al Ten. Guido Masiero un biposto vicino a Noventa di Piave ed il 26 dicembre ottiene tre vittorie nella Battaglia di Istrana.
Il 14 gennaio 1918 Scaroni costringe a prendere terra un Hansa-Brandenburg D.I tra le trincee.
In marzo l'unità dispone di 19 Hanriot ed il 13 maggio Flavio Torello Baracchini rivendica 2 vittorie.
Sempre il 13 maggio la squadriglia disponeva di 18 Hanriot ed il 26 maggio Baracchini rivendica una vittoria (probabilmente il Zugsführer Ferdinand Udvardy, asso accreditato di nove vittorie e che quel giorno è costretto ad un atterraggio forzato).
Il 7 luglio Scaroni in volo su Asiago abbatte un ricognitore Hansa-Brandenburg C.I che precipita ed un caccia Albatros che precipita nelle fiamme e Romolo Ticconi rivendica un Albatros che atterra in emergenza al campo di Ospedaletto. 
Sempre lo stesso giorno Scaroni abbatte un Phönix D.I su Casoni ed il 12 luglio rivendica due vittorie su caccia austriaci ma viene colpito da un altro caccia che lo ferisce gravemente costringendolo a prendere terra vicino al Monte Grappa.
La 82ª Squadriglia il 6 novembre con il Sergente Alessandro Contardini abbatte con solo 8 colpi un biplano che precipita vicino a Mortegliano ed il 10 novembre al reparto arrivano a rinforzo altri Hanriot.
Il 29 novembre il soldato Clemente Panero abbatte un caccia vicino a Fontanelle (Italia) ed il 1º gennaio 1918 Panero rivendica un caccia in Val Gamarara di Lusiana.
Il 1º giugno possiede 16 Hanriot ed il 29 luglio il Ten. Renato Rossetti interviene su un Albatros D.III che si avvita senza controllo vicino a Mansuè ed il Ten. Alberto Comandone rivendica un caccia vicino al Lago di Santa Croce.
La 78ª Squadriglia aeroplani da caccia dopo la Battaglia di Caporetto il 9 novembre 1917 ha perso ripiegando su altri campi volo 12 esemplari, distrutti al suolo per l'impossibilità di essere trasferiti in volo a causa del maltempo restando al 10 novembre solo con 2 ma viene progressivamente equipaggiata sul nuovo caccia.
Nell'ultimo periodo del 1917 si distingue in modo particolare il S.Ten. Masiero, che, da solo o in collaborazione, consegue una serie di vittorie nei mesi di novembre (il 13 con Antonio Chiri un aereo tedesco ad Arcade, il 19 un caccia ed il 20 con Chiri un ricognitore su Moriago della Battaglia) e dicembre (nei giorni 10 un ricognitore a San Donà di Piave e 15 un ricognitore).
Il 21 novembre il Serg. Cosimo o Cosme Rennella ottiene una vittoria.
Il 26 dicembre l'unitò partecipa alla famosa Battaglia di Istrana, conseguendo le sue vittorie con il Sottotenente Giacomo Brenta, Antonio Riva (un DFW C.V a Camalò nelle linee italiane ed un altro DFW C.V a Signoressa), Mecozzi, Masiero, Guglielmo Fornagiari e Chiri.
Il 27 gennaio Fornagiari abbatte un nemico e Riva abbatte un caccia sul Canale di Brenta.
Nel gennaio 1918, la 78ª sostiene 10 combattimenti, rivendicando 5 vittorie ed il 3 febbraio il Serg. Oreste Codeghini abbatte un caccia nella Valle del Cismon.
Il 21 febbraio Fornagiari e Chiri abbattono un caccia su Buso ed un altro a Gallio (Italia).
Nei primi mesi del 1918, la squadriglia ha conseguito numerose vittorie in duri combattimenti con la caccia austriaca: si ricorda in particolare quella del 17 maggio nel quale sono abbattuti a Maserada sul Piave, un ricognitore (Renella ed il Ten. Mario Fucini con il Ten. Flaminio Avet della 70ª Squadriglia e due caccia (uno Rennella ed uno Chiri insieme a Nardini passato alla 91ª Squadriglia aeroplani da caccia con il Serg. Antonio Reali ed Edmondo Lucentini della 79ª) austriaci.
Il 26 maggio Mecozzi abbatte con il Serg. Luigi Chiapparucci un ricognitore a Maserada ed un caccia a San Michele al Tagliamento.
Il 15 giugno il Sergente Maggiore Fornagiari con il Serg. Magg. Leonida Schiona ed il Serg. Francesco Gritti si aggiudicano una vittoria vicino a Barche e Riva e Mecozzi una vittoria a Cimadolmo.
Il 16 giugno Riva con Fucini ed il soldato Severino Venier ottengono una vittoria tra Malborghetto-Valbruna e Fontigo, Codeghini abbatte un aereo vicino a Nervesa della Battaglia e Fucini ed il Serg. Ermenegildo Bocca due aerei a Frati di Nervesa.
Il 18 giugno Fornagiari abbatte un ricognitore ed il 19 giugno il Ten. Alberto Moresco e Mecozzi abbattono un ricognitore su Villa Romanin Jacur ed incendiano un Drachen e Codeghini rivendica una vittoria.
Il 20 giugno il Ten. Brenta e Codeghini abbattono due caccia a nord di Nervesa e Rennella ed il Caporale Lino Gandini abbattono 3 aerei sul Montello.
Il 22 giugno Codeghini abbatte un aereo.
L'attività aerea è intensa con missioni di caccia libera e di scorta ai ricognitori, che si trasformano ben presto in violenti combattimenti nei quali la vittorie arride spesso ai nostri piloti. Le perdite austriache sono gravissime, e la supremazia aerea dell'aviazione italiana totale.
Il 23 giugno Rennella abbatte un aereo tra Barbisano e Falzè di Piave.
L'8 luglio il reparto entra nel XXIII Gruppo (poi 23º Gruppo) dotata di 16 Hanriot ed il 25 luglio Fucini abbatte un Brandenburg con il Caporale Venier vicino a Cornuda.
Il 27 luglio Mecozzi rivendica l'abbattimento di un ricognitore vicino a Sernaglia della Battaglia ed il 12 agosto Riva con Bartolomeo Costantini passato alla 91ª abbattono un aereo a Santa Lucia di Piave.
Il 31 agosto Chiri, Fucini e Rennella abbattono un biposto a Mandria di Padova ed il 6 ottobre, Mecozzi abbatte un ricognitore sul castello di Susegana ed ancora Mecozzi e Gandini sostengono un combattimento con “un DFW e sette D.5” (probabilmente Albatros D.V) e ne abbattono 2 nei pressi di Susegana.
A Partire dal 27 ottobre, durante l'offensiva finale italiana, la 78 compie voli di crociera e di caccia libera, abbattendo 9 velivoli nemici e spezzonando e mitragliando le truppe austro-ungariche in ritirata.

L'80ª Squadriglia caccia ne riceve i primi 2 dal 30 novembre 1917 ed al 4 novembre 1918 ne ha 13.
La 70ª Squadriglia caccia alla fine del 1917 è equipaggiata con questo velivolo.
Il 17 aprile il Sergente Aldo Bocchese (Asso dell'aviazione) fu accreditato, insieme al Tenente Leopoldo Eleuteri (Asso dell'aviazione), Flaminio Avet. ed il S.Ten. Alessandro Resch (Asso dell'Aviazione), dell'abbattimento di due biposto e due caccia. nel cielo di Valdobbiadene. Tre degli abbattimenti  vennero accreditati a lui, e uno a Eleuteri.
Il 3 maggio Avet abbatte un caccia nemico fra Zenson di Piave e Sant'Andrea di Barbarana ed il 17 maggio abbatte con Cosimo Rennella e Fucini un Hansa-Brandenburg C.I a Maserada sul Piave.
Al 1º luglio la squadriglia è dotata di 20 Hanriot.
Avet e Eleuteri parteciparono anche alle altre due vittorie di Bocchese, di cui una avvenuta il 15 luglio.
La 71ª Squadriglia caccia al 1º gennaio 1918 ha una Sezione di Hanriot (con 4 piloti tra i quali il tenente Sebastiano Bedendo) tratta dalla 72ª Squadriglia fino al 12 febbraio 1918 ed al 30 giugno ne ha ancora 3 esemplari (due dei quali attrezzati per i voli notturni).
Il 28 agosto arriva una sezione di 3 Hanriot della 75ª Squadriglia.
La 79ª Squadriglia al 1º gennaio 1918 riceve gli Hanriot ed il 17 giugno ne ha 12.
La 72ª Squadriglia caccia all'inizio del 1918 ne riceve 11 ed 13 maggio il pilota soldato Ezio Franzi ottiene la terza vittoria a Stenico su un caccia ma lo stesso giorno viene colpito al motore e deve atterrare vicino a Pinzolo nelle linee austriache. Il 15 maggio l'unità è dotata di 18 esemplari.
La 81ª Squadriglia aeroplani dal 17 febbraio 1918 riceve i primi esemplari ed al 25 marzo ne ha 12.
Il 20 giugno il Serg. Carlo Corti rivendica uno dei due caccia che abbattono l'Hanriot del Serg. Antonio Nava.
Il 25 giugno Baracchini raggiunge la 31ª vittoria abbattendo un caccia, è a tre sole lunghezze dal record di Baracca ma rimane gravemente ferito da una mitragliatrice da terra.
Al 30 giugno l'unità dispone di 14 Hanriot di cui uno per i voli notturni.
Il 31 luglio il Serg. Carlo Ciampitti abbatte con il Caporale Aldo Astolfi il caccia Aviatik D.I dell'Asso dell'aviazione Frank Linke-Crawford, il 26 ottobre la squadriglia entra nella Massa da Caccia e lo stesso giorno il Serg. Carlo Corti ottiene una vittoria sul Col dell'Orso vicino al Monte Grappa.
Al termine delle ostilità il reparto è dotato di 21 Hanriot.
La 75ª Squadriglia caccia li riceve dal 25 marzo 1918, al 1º giugno ne ha 12 ed il 28 agosto una sezione di Hd 1 viene distaccata alla 71ª.
La 241ª Squadriglia nasce nella tarda primavera 1918 con almeno 9 HD.1 ricevendone in luglio altri 4.
La 85ª Squadriglia nel maggio 1918 ne riceve 30.
La 5ª Sezione Difesa a maggio del 1918 ne ha 4, a luglio 3 HD.1 110 cv e 7 HD.1 120 cv ed a settembre 24.
La 83ª Squadriglia il 18 giugno con il Caporale Sabatino Lemmi viene colpito durante un mitragliamento fra Spresiano e Treviso e fa un atterraggio di emergenza.
Nel febbraio 1919 la squadriglia dispone nuovamente di 14 Hanriot.
La 108ª Squadriglia ne dispone nel giugno 1918.
La 122ª Squadriglia ne riceve 14 nel giugno 1918.
La 73ª Squadriglia ne riceve 26 nell'estate 1918 per il Corpo di spedizione italiano in Macedonia.
La 74ª Squadriglia il 19 luglio con il soldato Giosuè Lombardi atterra in emergenza sul ghiacciaio dell'Adamello (monte) ad oltre 2000 metri di altezza ed il 20 luglio il reparto dispone di 13 Hanriot a Castenedolo e 4 Hanriot a Cividate Camuno.
La 48ª Squadriglia il 20 ottobre 1918 ne riceve una Sezione di 4 esemplari.
Tra gli assi con l'HD.1 Baracchini arriva a 13 vittorie confermate, Riva a 6 e Mecozzi a 5.
Nel 1923 erano ancora in dotazione al 1º Stormo Caccia Terrestre.

## Utilizzatori
Francia
- Aviation Militaire
- Aviation maritime

 Belgio
- Aviation Militaire

 Italia

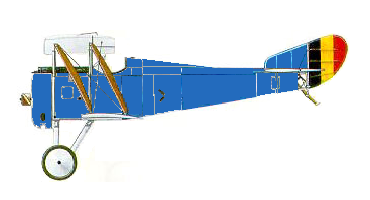
Hanriot-Dupont HD.1

- Corpo Aeronautico Militare del Regio Esercito

 Svizzera
- Truppe d'aviazione dell'Esercito svizzero